# Plàudite Teatre
Plàudite Teatre es una asociación sin ánimo de lucro creada en 1998 en la ciudad de Hospitalet de Llobregat (Barcelona) con la finalidad de promover actividades relacionadas con el mundo de la Cultura, el Arte y la Formación a través de las Artes Escénicas. El barrio de Santa Eulàlia –de amplia tradición teatral- y su Centro Cultural son los escenarios que sirven de crisol entre la asociación y su expresión artística.
Desde su nacimiento Plàudite Teatre desarrolla sus actividades en dos grandes áreas: la Creación y la Formación.
- El Área de Creación se expresa mediante la propia creación, la experimentación, la producción, la organización y la participación artística en eventos culturales como acciones escénicas en museos y acciones solidarias (SolidArt). De este modo la asociación logra definir un estilo que sirve de alimento para una compañía de teatro profesional “Apostrofe” y un grupo de teatro amateur “Plàudite Teatre” cuyos montajes escénicos –en muchas ocasiones de creación propia- materializan la poética contemporánea y la expresan mediante el Teatro de Movimiento®, estilo propio. Además, organiza y celebra el Festival de Teatro de Santa Eulàlia, ya en su sexta edición (2008).

- En el Área de Formación crea un modelo que viene desarrollando desde 1998, basado principalmente en la experiencia práctica. Entre los miembros de la asociación encontramos artistas y profesionales de la Educación, Pedagogía, Sociología, Psicología, Comunicación, interesados/as por las Artes Escénicas como vehículo portador de valores. Este modelo ha sido adoptado por L’Escola de Música-Centre de les Arts de Hospitalet de Llobregat (Barcelona) donde Pláudite Teatre desarrolla desde su inicio el programa formativo de Actividades de Artes Escénicas. Paralelamente realiza cursos y talleres regulares de Artes Escénicas, Teatro-Danza y Teatro de Movimiento para niños/as, jóvenes y adultos en diversos puntos de la ciudad, así como actividades escénicas en centros educativos de primaria y secundaria, jóvenes en los espacios públicos, teatro comunitario dirigido a diversos colectivos –inmigrantes, discapacitados psíquicos, etc. Aprendizaje, integración, interculturalidad son claves en este modelo.

Plàudite Teatre hace de las Artes Escénicas una herramienta de cohesión social y de conexión entre los diferentes colectivos e instituciones de la ciudad creando redes entre los que cohabitan un mismo espacio, a través de su impronta de profesionalidad, Teatro de Movimiento y una plasticidad poética contemporánea.
Plàudite es el imperativo del verbo latino “plaudo” que significa aplaudir. Esta palabra la utilizaban algunos personajes de la comedia de Plauto al final de la representación para pedir el aplauso del público e indicar que la obra había concluido. (Siglo III a. d. C.).